# Elección municipal de San Salvador de 2000
La elección municipal de San Salvador de 2000 se llevó a cabo el día domingo 12 de marzo de 2000, en ella se eligió el alcalde de San Salvador para el período 2000 - 2003. El resultado final fue la victoria para Héctor Silva del partido FMLN, luego de derrotar en las urnas al candidato de ARENA, Luis Cardenal.